# John Hewitt Jellett
John Hewitt Jellett (Cashel (Condado de Tipperary), 25 de dezembro de 1817 — Dublin, 19 de fevereiro de 1888) foi um matemático irlandês.
Foi provost do Trinity College, Dublin. Foi também um sacerdote da igreja da Irlanda durante a era vitoriana.
Jellett era filho do Reverendo Morgan Jellett (morto em 1832) e sua mulher Harriet, filha de Hewitt Baldwin Poole (morto em 1800). Nasceu em Cashel (Condado de Tipperary), Irlanda, em 1817, e foi educado no Trinity College, Dublin, do qual tornou-se fellow em 1840. Graduado B.A. em 1838, M.A. em 1843, B.D. em 1866, e D.D. em 1 de março de 1881. Foi ordenado sacerdote em 1846. Em 1848 foi eleito para a cátedra de filosofia natural, e em 1868 recebeu a nomeação de comissário da educação nacionaal irlandesa. Um ano depois a Academia Real Irlandesa elegeu-o presidente.
Em 1870, com a morte de Thomas Luby, foi cooptado pelos fellows seniores do Trinity College para ser membro de seus quadro. O governo Gladstone indicou-o em fevereiro de 1881 provost de Trinity. No mesmo ano ele recebeu a Medalha Real.
Após o Ato da Igreja Irlandesa de 1869 ele tomou parte ativa nas deliberações do sínodo geral. Foi um matemático habilidoso, e escreveu A Treatise of the Calculus of Variations em 1850, e A Treatise on the Theory of Friction em 1872, e diversos artigos de matemática pura e aplicada, bem como artigos no Transactions of the Royal Irish Academy, e alguns ensaios teológicos, sermões e tratados relçigiosos, dos quais os principais foram An Examination of some of the Moral Difficulties of the Old Testament (1867) e The Efficacy of Prayer (1878). 
Ele morreu na casa do provost, no Trinity College, Dublin, em 19 de fevereiro de 1888, e foi sepultado no Mount Jerome Cemetery em 23 de fevereiro.